# خالد إبراهيم خان
خالد إبراهيم خان (بالإنجليزية: Sardar Khalid Ibrahim Khan)‏ هو سياسي باكستاني، ولد في 5 نوفمبر 1948 في باكستان، وتوفي في 4 نوفمبر 2018 في راولبندي في باكستان بسبب نزف مخي. حزبياً، نشط في Jammu Kashmir Peoples Party ‏.
```
وهو نجل مؤسس وأول رئيس لآزاد كشمير سردار محمد إبراهيم خان. 
[
5
]
```

## النشأة والمهنية
ولد خالد إبراهيم خان في 5 نوفمبر 1948 في كوت ماتاي خان بالقرب من روالاكوت. تنتمي عائلته إلى قبيلة سدھن باختون . بدأ خالد مسيرته السياسية المنتسبة إلى حزب الشعب الباكستاني في أواخر السبعينيات. كان معروفًا بأنه شخص صريح وصريح ولم يخجل من وجود خلافات مع القيادة العليا لحزبه السياسي، بما في ذلك مع بينظير بوتو. وفي بعض الأحيان، دفع ثمناً سياسياً لذلك من خلال تجاهله من قبل القيادة العليا للحزب. ونتيجة لذلك، شكل هو وأنصاره حزبهم الخاص باسم حزب شعب جامو وكشمير لخوض الانتخابات. 